# إسبرطة (تركيا)

موقع محافظة إسبرطة على خريطة تركيا

مدينة إسبرطة هي عاصمة محافظة إسبرطة تقع في جنوب غرب تركيا ويبلغ تعداد سكانها حوالي 228 ألف نسمة حسب إحصاءات السكان لسنة 2014.

## المناخ
يظهر الجدول التالي التغييرات المناخية على مدار السنة لإسبرطة:
| البيانات المناخية لـإسبرطة                      | البيانات المناخية لـإسبرطة | البيانات المناخية لـإسبرطة | البيانات المناخية لـإسبرطة | البيانات المناخية لـإسبرطة | البيانات المناخية لـإسبرطة | البيانات المناخية لـإسبرطة | البيانات المناخية لـإسبرطة | البيانات المناخية لـإسبرطة | البيانات المناخية لـإسبرطة | البيانات المناخية لـإسبرطة | البيانات المناخية لـإسبرطة | البيانات المناخية لـإسبرطة | البيانات المناخية لـإسبرطة |
| الشهر                                           | يناير                      | فبراير                     | مارس                       | أبريل                      | مايو                       | يونيو                      | يوليو                      | أغسطس                      | سبتمبر                     | أكتوبر                     | نوفمبر                     | ديسمبر                     | المعدل السنوي              |
| ----------------------------------------------- | -------------------------- | -------------------------- | -------------------------- | -------------------------- | -------------------------- | -------------------------- | -------------------------- | -------------------------- | -------------------------- | -------------------------- | -------------------------- | -------------------------- | -------------------------- |
| الدرجة القصوى °م (°ف)                           | 17.6 (63.7)                | 19.0 (66.2)                | 26.8 (80.2)                | 28.4 (83.1)                | 32.0 (89.6)                | 36.2 (97.2)                | 42.3 (108.1)               | 41.2 (106.2)               | 35.6 (96.1)                | 31.2 (88.2)                | 25.4 (77.7)                | 20.0 (68.0)                | 42.3 (108.1)               |
| متوسط درجة الحرارة الكبرى °م (°ف)               | 6.4 (43.5)                 | 7.8 (46.0)                 | 11.6 (52.9)                | 16.5 (61.7)                | 21.7 (71.1)                | 26.5 (79.7)                | 30.3 (86.5)                | 30.5 (86.9)                | 26.5 (79.7)                | 20.4 (68.7)                | 13.8 (56.8)                | 8.2 (46.8)                 | 18.4 (65.0)                |
| المتوسط اليومي °م (°ف)                          | 1.9 (35.4)                 | 2.9 (37.2)                 | 6.1 (43.0)                 | 10.7 (51.3)                | 15.5 (59.9)                | 20.1 (68.2)                | 23.5 (74.3)                | 23.2 (73.8)                | 18.7 (65.7)                | 13.0 (55.4)                | 7.5 (45.5)                 | 3.5 (38.3)                 | 12.2 (54.0)                |
| متوسط درجة الحرارة الصغرى °م (°ف)               | −1.8 (28.8)                | −1.2 (29.8)                | 1.0 (33.8)                 | 4.9 (40.8)                 | 8.6 (47.5)                 | 12.4 (54.3)                | 15.4 (59.7)                | 15.1 (59.2)                | 10.9 (51.6)                | 6.7 (44.1)                 | 2.4 (36.3)                 | −0.3 (31.5)                | 6.2 (43.1)                 |
| أدنى درجة حرارة °م (°ف)                         | −19.2 (−2.6)               | −21.0 (−5.8)               | −18.5 (−1.3)               | −7.7 (18.1)                | −1.2 (29.8)                | 4.4 (39.9)                 | 4.9 (40.8)                 | 7.0 (44.6)                 | −0.8 (30.6)                | −4.2 (24.4)                | −11.5 (11.3)               | −15.0 (5.0)                | −21.0 (−5.8)               |
| الهطول مم (إنش)                                 | 78.8 (3.10)                | 62.6 (2.46)                | 56.8 (2.24)                | 52.7 (2.07)                | 53.6 (2.11)                | 32.4 (1.28)                | 14.3 (0.56)                | 11.2 (0.44)                | 16.8 (0.66)                | 37.5 (1.48)                | 45.6 (1.80)                | 83.1 (3.27)                | 545.4 (21.47)              |
| متوسط الأيام الممطرة                            | 12.5                       | 11.1                       | 11.1                       | 10.7                       | 10.7                       | 6.8                        | 3.0                        | 2.2                        | 3.6                        | 6.6                        | 7.9                        | 12                         | 98.2                       |
| ساعات سطوع الشمس الشهرية                        | 120.9                      | 134.4                      | 186                        | 207                        | 269.7                      | 324                        | 359.6                      | 347.2                      | 291                        | 220.1                      | 156                        | 102.3                      | 2٬718٫2                    |
| المصدر #1: Turkish State Meteorological Service |                            |                            |                            |                            |                            |                            |                            |                            |                            |                            |                            |                            |                            |
| المصدر #2: Hong Kong Observatory                |                            |                            |                            |                            |                            |                            |                            |                            |                            |                            |                            |                            |                            |

## توأمة
لإسبرطة (تركيا) اتفاقيات توأمة مع كل من:
- كومرات
- جينك

## معرض الصور

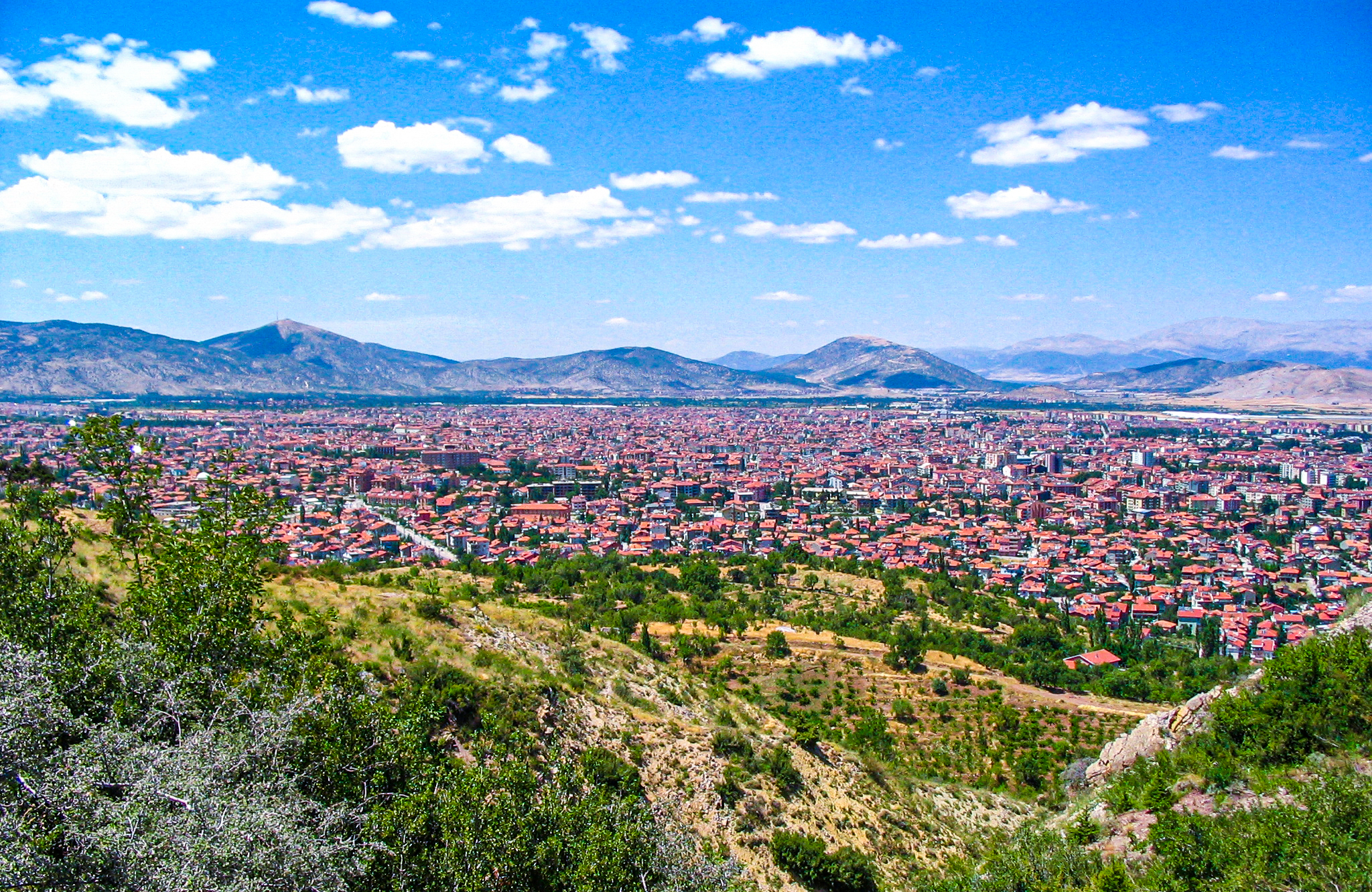
منظر عام للمدينة
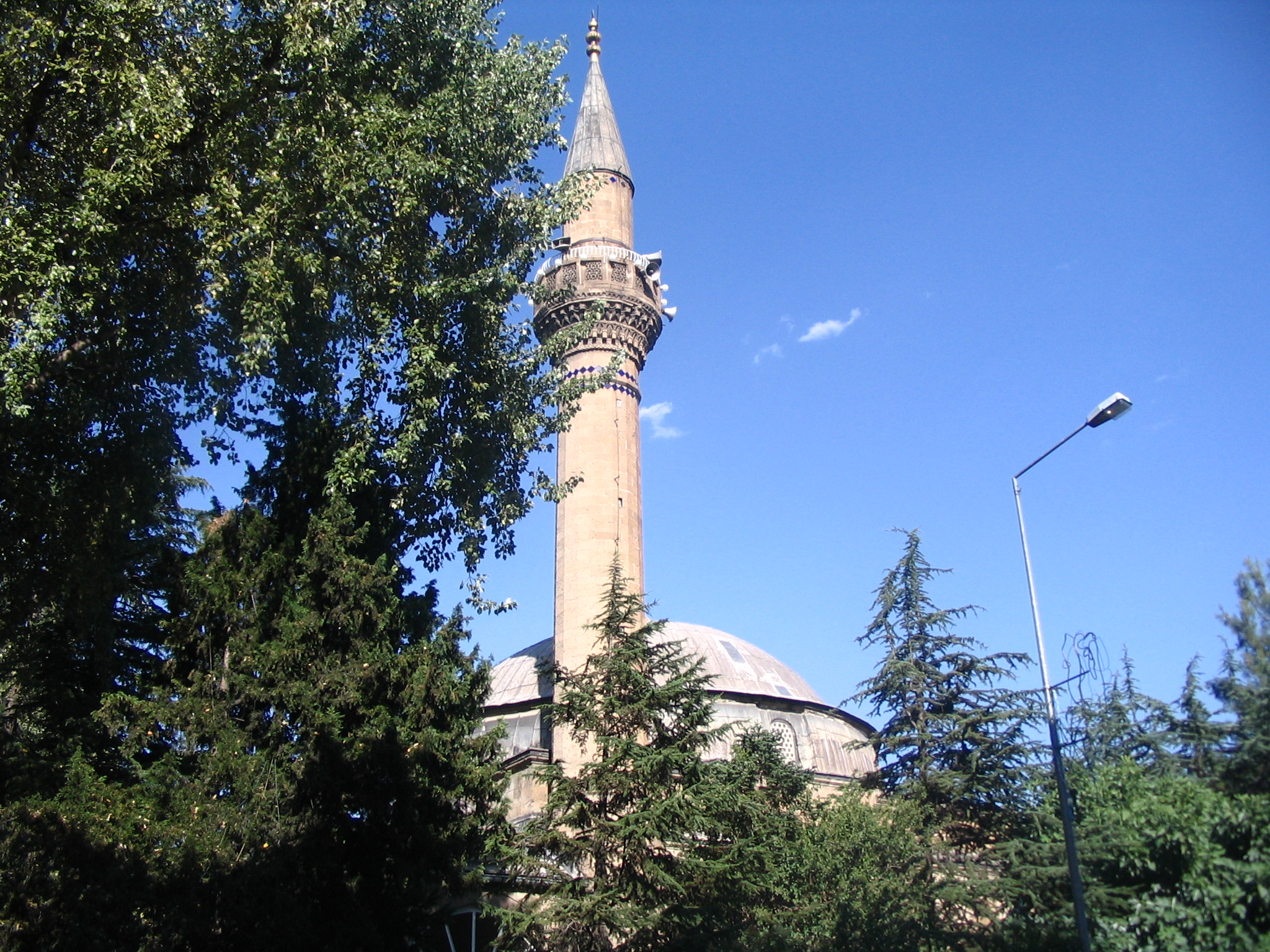
مسجد معمار سنان في المدينة

## أعلام
- يوسف أردوغان
- مصطفى دوغان
- امري ايدين
- خليل حميد باشا
- كمنكاش قره علي باشا